# Mega Man 3
Mega Man 3, известная в Японии как Rockman 3 Dr. Wily no Saigo!? (яп. ロックマン3 Dr.ワイリーの最期!? Рокку Ман 3 Докута Вайри: но Сайго!? или Rockman 3: Конец доктора Вайли?!) — компьютерная игра в жанре платформер, впервые вышедшая на NES в Японии в 1990 году. Третья часть серии Mega Man. Как и предыдущие игры серии Mega Man 3 повествует о борьбе робота Мегамена с доктором Вайли. Именно в этой части впервые появляется Протомен (первоначально он носит название Breakman) — первый робот докторов Вайли и Лайта.

## Сюжет
Потерпев поражение от Мегамена дважды, Доктор Уайли пересмотрел свои взгляды и вновь объединился с доктором Лайтом. Их совместный проект, гигантский робот под названием «Гамма» должен был стать новым защитником мирной жизни людей. Уайли создал восемь новых робот-мастеров, которые были отправлены в различные планеты для поисков источника энергии для «Гаммы», но в ходе отправки они перестали подчиняться и сошли с ума. Узнав об этом, доктор Лайт отправил Мегамена на устранение новой угрозы в лице этих роботов. Однако теперь Мегамен получил пса-робота по имени Раш (Rush), способного трансформироваться в различный транспорт.
В игре появляется новый персонаж — Протомен(Protoman), первый робот доктора Лайта и старший брат Мегамена, сбежавший от своего создателя. Он появляется на 4-х уровнях игры и испытывает Мегамена на прочность в поединках.
Позже выясняется, что потеря контроля над роботами была лишь отвлекающей уловкой Уайли, а сам доктор похитил «Гамму» для захвата мира. Кроме того, он подверг реконструкции восемь робот-мастеров из прошлой части. Теперь Мегамен в очередной раз должен остановить доктора Уайли, одержимого идеей захвата мира.

## Игровой процесс
Mega Man 3 является игрой в жанре платформер. Игроку предстоит управлять персонажем-роботом по имени Мегамен. По сравнению с прошлыми частями у Мегамена появилась новая возможность — скольжение, позволяющая ему уклоняться от вражеских выстрелов и быстрее передвигаться по уровню. В игре увеличено количество боссов — восемь новых и восемь старых, реконструированных. Однако новое оружие Мегамен получает лишь после уничтожения одного из новых боссов. Также в игре появился новый тип бонусов, носящий случайный характер.

### Помощник Раш
Для осуществления вспомогательной деятельности доктор Лайт создал для Мегамена собаку-киборга Раш. Раш может улучшать свои способности по мере их получения от доктора Лайта.

## Разработка
Разработка Mega Man 3 началась в Capcom более чем через год после выпуска Mega Man 2. Акира Китамура, ведущий руководитель разработки первых 2 игр ушёл из компании в данный промежуток времени. Художник Кэйдзи Инафунэ, также известный как «Inafking», посчитал Mega Man 3 одной из его наименее любимых частей серии из-за того «[…] что вошло в игру и что стояло за выпуском игры.» Он имел «устоявшееся мнение» об успешной разработке из-за хорошего командного опыта разработки Mega Man 2 и посчитал, что его новый руководитель «не до конца понимает направление развития Mega Man, который наметил его предшественник». Во время производства игры, разработчики потеряли главного планировщика, поэтому Inafune пришлось взять данную работу на себя для её завершения. Инафунэ вспомнил 2 последних месяца разработки, как особенно тяжелые, когда ему пришлось взять на себя ответственность за оценку и распределение задач между членами команды, которые не соблюдали сроки. Команда была вынуждена выпустить Mega Man 3 на рынок до того, как она думала, как она была готова. Инафунэ в заключение сказал, «Я знал, что если бы имели больше времени, для того, чтобы отполировать игру, мы могли бы сделать множество вещей лучше, сделать более хорошую игру, но компания сказала, что нам нужно выпустить её. Всё, что стояло за разработкой игры мне нравится меньше всего. Номера 1 и 2 — Я реально хотел делать игры; Я был очень увлечен ими. Номер 3 — Всё оказалось совсем иначе.»
Mega Man 3 привнесла новых персонажей и игровые механики во франшизу. Хотя Инафунэ считает, что игровой процесс потерял часть своей простоты, он чувствовал, что способность скольжения Мегамена была удачно реализована для улучшения контроля пользователя над ситуацией во время сражения с противниками. Раш, собака-напарник Мегамена, сочетает в себе функциональность 3 вспомогательных инструментов из Mega Man 2, которые могут облегчить навигацию пользователя на этапах уровня. В дополнение к режимам Marine и Coil, Раш изначально должен был иметь режим «бура», которые позволил бы Мегамену прокладывать туннели под землёй. Другой новый персонаж, Протомен, был представлен таким образом, чтобы игрок не мог сказать является данный персонаж союзником или противником Мегамену. Его дизайн был вдохновлён аниме, а также ему были даны шарф и щит, чтобы сделать его внешность «более крутой» по сравнению с Мегаменом. Команда дизайна игры хотела, чтобы Протомен был с непокрытой головой, но вместо этого они выбрали вариант с открытым шлемом, который был показан как в телевизионной рекламе, так и в инструкциях к игре. Оригинальное японское имя Протомена, Блюз, был изменено североамериканским отделением Capcom несмотря на протест со стороны Инафунэ. Capcom сделали это не только для того чтобы данное имя соответствовало английскому имени Рокмена, но и потому что считали, что имя Блюз не имеет никакого смысла. Инафунэ попытался защитить данное имя, ссылаясь на музыкальную коннотацию. Хотя Раш и Протомен были созданы непосредственно разработчиками, Capcom искала идеи среди фанатов для роботов-мастеров, как они делали с Mega Man 2. Команда получила около 50,000 заявок для Mega Man 3, только 8 были использованы в игре. Харуми Фудзита, известный как «Mrs. Tarumi», была изначальным композитором игры, но она написала всего несколько песен прежде чем родить и покинуть проект. Она написала композиции ‘Needle Man’, ‘Gemini Man’ и ‘Staff Roll’. Композитор Capcom Ясуаки Фудзита, также известный как «Bun Bun» был нанят для завершения работы над музыкальным сопровождением и написал большую часть музыкальных композиций.

## Адаптации и перевыпуски
В 1994 году был создан ремейк игры и включён в сборник Mega Man: The Wily Wars для Sega Mega Drive вместе с двумя предыдущими частями. Этот ремейк содержал улучшенную графику и аранжированную под звуковой чип Mega Drive музыку.

## Отзывы и критика
| Иноязычные издания | Иноязычные издания |
| Издание            | Оценка             |
| ------------------ | ------------------ |
| AllGame            | [ 11 ]             |
| Dragon             | [ 12 ]             |
| EGM                | 9 из 10            |
| Eurogamer          | 9 из 10            |
| Famitsu            | 23 из 40           |
| IGN                | 9,5 из 10          |
| Nintendo Power     | [ 17 ]             |

Mega Man 3 получила положительные отзывы от печатных и интернет-изданий. Лукас М. Томас из IGN, Кристиан Натт и Джастин Спир из GameSpot, Патрисия Хартли и Кирк Лессер («The Lessers») из Dragon, Дэн Вайтхед из Eurogamer, Эдвард Дж. Семред из The Milwaukee Journal и Electronic Gaming Monthly (EGM), а также сотрудник Nintendo Power посчитали, что игра имеет выдающуюся графическую составляющую, приятную музыку и игровой процесс, который способен испытать игрока. Натт и Спир ремюзировали Mega Man 3 в качестве «первоклассной игры» и игры Capcom, которая стала «вершиной развития игр для NES». Автор IGN Колин Мориарти декларировал игру как значительное улучшение относительно оригинальной Mega Man, которое даже превосходит в качестве признанную критиками Mega Man 2. Для подтверждения своей точки зрения Мориарти написал, что третья часть имеет лучшее повествование, большую продолжительность, чем любая другая классическая Mega Man, а также содержит всех 8 Robot Masters из Mega Man 2 в дополнение к своим. Бретт Алан Вейс (AllGame) описал игру как выполнение того, что «должен делать великий сиквел, возвращая веселье, дух и азарт своих предшественников, добавляя новые уровни, персонажей и испытания».
Некоторые критики сочли Mega Man 3 чрезмерно сложной. Рецензент GamePro Нобл МакКинли шуточно подметил, что такие действия, как «выдергивание зубов, поднимание машины над головой или выполнение операции на открытом сердце» являются значительно более простыми, чем полное прохождение Mega Man 3. Вайтхед отметил, «Прыжки должны быть точным, враги должны быть уничтожены точно и быстро, и здесь всегда присутствует чудесное чувство, похожее на панику, пока вы ждете увидеть, какие ужасные требования предъявит следующий участок уровня к вашим навыкам игры в платформеры.» The Lessers дополнительно отметили значительно мерцание, когда на экране одновременно находится слишком много спрайтов.
С момента выхода в 1990 году, Mega Man 3 была продана тиражом в более чем в 1 миллион копий по всему миру, делая её 48-й самой продаваемой игрой Capcom. EGM назвал Mega Man 3 «Лучшим Сиквелом к Существующей Игре» в своем Video Game Buyer’s Guide 1991 года. Читатели Nintendo Power в результате голосования поместили игру на третье место в списке лучших игр 1990 года. В юбилейной статье, посвященной 20-летию того же журнала, за 2008 год Mega Man 3 была названа 11-й лучшей игрой для NES. IGN включил её под номером 16 в свой "Топ 100 игр для NES за всё время ". Наконец, GamePro выделил Mega Man 3 как третью величайшую 8-битную игру всех времен.